# 大谷晃生
大谷 晃生（おおたに こうせい、2003年2月14日 - ）は、ジャパンラグビーリーグワンのクリタウォーターガッシュ昭島に所属するラグビーユニオン選手。

## 略歴
九州学院高等学校（熊本県熊本市）から福岡大学（福岡県福岡市）へ進む。
2025年2月25日、ジャパンラグビーリーグワンのクリタウォーターガッシュ昭島への加入を発表した。